# Astounding Sounds, Amazing Music
Astounding Sounds, Amazing Music es el sexto álbum de estudio de Hawkwind, lanzado por Charisma en 1976.
El álbum es el primero para el sello especializado en rock progresivo Charisma, quien contaba en su catálogo a nombres como Genesis o Peter Gabriel.
El título hace referencia a antiguas revistas norteamericanas de ciencia ficción como Analog Science Fiction and Fact o Amazing Stories, inclusive las ilustraciones del disco, obra de Tony Hide y Barney Bubbles, representan una parodia del estilo gráfico de aquellas publicaciones, y cada una de las siete canciones fueron concebidas como historias de ciencia ficción en sí mismas.
El estilo sucio y proto-punk del bajo de Lemmy Kilmister es substituido aquí por el sonido más pulido de Paul Rudolph, aunque el cambio más radical en el estilo del grupo es el que marca el regreso de Robert Calvert, esta vez como vocalista y "frontman" permanente, a diferencia del rol de poeta periférico y aleatorio que ocupaba durante sus anteriores colaboraciones con Hawkwind (por ejemplo sus divagantes alocuciones en "Space Ritual").
Pero Calvert fue aún más allá: además de sus letras extravagantes y cósmicas, trajo la idea de transformar los conciertos del grupo en verdaderas puestas teatrales, con personajes específicos para ser encarnados por él mismo.
El álbum llegó al puesto Nº 33 en los charts británicos.

## Lista de canciones
Lado A
1. "Reefer Madness" (Calvert/Brock) – 6:03
2. "Steppenwolf" (Calvert/Brock) – 9:46
3. "City of Lagoons" (Powell) – 5:09

Lado B
1. "The Aubergine That Ate Rangoon" (Rudolph) –  3:03
2. "Kerb Crawler" (Calvert/Brock) – 3:45
3. "Kadu Flyer" (Turner/House) – 5:07
4. "Chronoglide Skyway" (House) – 5:04

Bonus tracks CD (Griffin)
1. "Honky Dorky" (Hawkwind) – 3:16
2. "Back on the Streets" (Calvert/Rudolph) – 2:56
3. "Dream of Isis" (Brock/House/King) – 2:52

## Personal
- Dave Brock: guitarra, voz, teclados
- Robert Calvert: voz líder
- Simon House: violín, teclados
- Paul Rudolph: bajo
- Nik Turner: saxo, flauta, voz en "Kadu Flyer"
- Simon King: batería
- Alan Powell: batería